# Рысь (огнемёт)
РПО «Рысь» — реактивный пехотный огнемёт «Рысь», предназначенный для поражения укрытых огневых точек, легкобронированной и автомобильной техники, уничтожения живой силы, создания очагов пожаров.
Разработан в Туле в КБ Приборостроения. Принят на вооружение в 1975 году. В конце 1980-х РПО «Рысь» был заменён на более современный огнемёт РПО-А «Шмель».

## Отличия
Огнемёт отличается от всех своих предшественников тем, что заключённая в капсулу огнесмесь выстреливается с помощью не давления газа, а реактивного двигателя. Это позволило существенно увеличить эффективность и дальность стрельбы огнемёта.

## Конструкция
Конструктивно «Рысь» состоит из пускового устройства, созданного с использованием отдельных деталей и агрегатов ручного противотанкового гранатомёта РПГ-16, и двух видов ракет с боевой частью, заполненной огнесмесью с зажигательным («Рысь-З») или дымообразующим («Рысь-Д») составом. Для производства выстрела к пусковому устройству сзади присоединяется пластмассовый контейнер, содержащий внутри капсулу с огнесмесью и твердотопливный реактивный двигатель. Соединение контейнера с пусковым устройством фиксируется тремя зажимами, расположенными на корпусе контейнера. Пуск капсулы производится от электрического импульса, образующегося при срабатывании электрического механизма, расположенного в пистолетной рукоятке. При выстреле пламя от запала передается по огнепроводной трубке и воспламеняет реактивный двигатель, заряд которого полностью сгорает, а корпус отделялся от капсулы во время движения выстрела по стволу. На траектории полёт капсулы стабилизируется хвостовым оперением, которое придает вращение относительно продольной оси капсулы. Прицел рамочный, состоит из мушки и откидывающегося на прицельной рамке подвижного целика. Для обеспечения большей устойчивости при стрельбе имеется двуногая сошка, расположенная в передней части пускового устройства.

## ТТХ РПО «Рысь»
- Дальность прямого выстрела по цели высотой 2 м: 130 м
- Время перевода в боевое положение: 60 сек
- Тип огнесмеси: МПС-1А
- Объём огнесмеси в одном выстреле: 4 л
- Масса вьюка с ружьем: 22 кг
- Масса снаряженного огнемета: 12,6 кг
- Масса огнеметного выстрела: 9,4 кг
- Масса ружья: 3,2 кг
- Гарантийный ресурс ружья: 100 выстрелов
- Калибр: 110 мм